# Tutti dentro
Tutti dentro è un film italiano del 1984, diretto ed interpretato da Alberto Sordi con Joe Pesci e Dalila Di Lazzaro.

## Trama
Annibale Salvemini è uno zelante giudice appartenente alla magistratura italiana; noto per la sua incorruttibilità e per la sua folta capigliatura, è vice di un magistrato che sta indagando su fatti di corruzione relativi a personaggi dello spettacolo, della finanza e della politica. L'anziano collega, ormai prossimo alla pensione ed egli stesso insicuro dei risultati delle sue inchieste, non se la sente di spiccare un considerevole numero di mandati di cattura nei confronti di certe personalità, per cui decide di affidare l'intero incartamento a Salvemini, consigliandogli di rileggerlo con attenzione e soprattutto di non agire con precipitazione ed eccessivo zelo.
Salvemini, al contrario, di sua iniziativa firma tutti i mandati, avviando un'inchiesta dove figurano il faccendiere Corrado Parisi, la cantante Iris, il giornalista del telegiornale di Rai 2 Enrico Patellaro, il priore di un convento e altri appartenenti di spicco della politica, dei servizi segreti, delle logge massoniche e della società, accusati di corruzione mediante tangenti. La strategia di Salvemini è quella di far pressione psicologica sugli incriminati, per poi metterli a proprio agio facendo loro credere che possano comprarsi la libertà corrompendolo.
Il severo inquirente è convinto che l'uomo chiave dell'inchiesta sia Corrado Parisi - un tipo losco con cui in passato aveva buoni rapporti personali - e ritiene che una piena confessione dei suoi crimini gli consentirebbe di far luce sulla vera posizione di tutte le persone coinvolte nello scandalo. Per raggiungere il suo obiettivo si serve di una delle indiziate, la cantante Iris (nel frattempo fuggita in Marocco) e, attraverso un tranello, cerca di farsi svelare alcuni particolari inerenti all'inchiesta in corso.
Salvemini però viene sorpreso in atteggiamenti sospetti mentre è in loro compagnia da un commissario di polizia del luogo, che ritiene di averlo colto in flagranza di reato, anche perché il magistrato non aveva avvisato nessuno della trappola preparata ai danni di Parisi. Il reato contestato a Salvemini non è solo la frequentazione di un ricercato e di un'indiziata, ma anche l'essere stato trovato in possesso dell'assegno che Parisi gli ha consegnato nella speranza di essere prosciolto dall'inchiesta. Salvemini, nonostante cerchi inutilmente di dimostrare la sua innocenza, viene quindi coinvolto per reato di corruzione nello scandalo a cui lui stesso ha dato via libera.

## Produzione
Il titolo originale del film era Tutti dentro per una rapida moralizzazione del paese, ma in seguito venne accorciato a quello attuale al quale venne aggiunto il sottotitolo ...che almeno l'ingiustizia sia uguale per tutti.

## Distribuzione

### Edizioni home video
Il film è stato pubblicato per la prima volta in DVD nel 2013 dalla Mustang Entertainment.